# Scream Silence (album Scream Silence)
Scream Silence – ósmy album niemieckiej grupy Scream Silence, wydany w 2012 roku.

## Lista utworów
1. „Wayfare” – 8:15
2. „One” – 4:06
3. „New Flood” – 4:42
4. „Dreamer's Court” – 4:53
5. „Blushed” – 4:12
6. „In These Words” – 5:21
7. „Surd” – 4:08
8. „Horizons” – 4:00
9. „Downside” – 3:28
10. „Days of Yore” – 4:06
11. „Solitude” – 7:16
12. „Cocoon” – 6:06